# 산청도서관
산청도서관은 경상남도 산청군 산청읍 꽃봉산로79번길 45 소재의 도서관이다.

## 연혁
- 1984년 4월 9일: 산청군립도서관 설치조례 공포
- 1984년 5월 31일: 구교육청 청사를 도서관으로 개수완공
- 1984년 12월 19일: 개관
- 1991년 3월 25일: 산청도서관으로 명칭을 변경 (조례 제2037호)
- 1997년 10월 2일: 개축공사 착공
- 1998년 6월 12일: 신축 개관
- 2003년 7월 1일: 디지털자료실 개관
- 2004년 6월 1일: 유아자료실 개실

## 이용 시간
- 유아자료실, 아동자료실, 디지털자료실, 종합자료실: 화~토요일 09:00~18:00 / 일요일 09:00~17:00
- 열람실: 매일 08:00~21:00

## 휴관일
- 매주 월요일, 관공서 공휴일 및 관장이 지정한 날